# Château de Terrarossa
Le château de Terrarossa (en italien : Castello di Terrarossa), est un ancien château fortifié situé dans le hameau de Terrarossa, une frazione de la commune de Licciana Nardi, dans la province de Massa-Carrara en Toscane,.
Il est situé sur une colline dominant le confluent de la Civiglia et du fleuve Magra dans la région historique de la Lunigiana. Il a appartenu à l'une des branches de la Malaspina dello Spino Fiorito.

## Historique
Le château de Terrarossa est né au XVIe siècle pour remplacer les fonctions résidentielles d'une ancienne fortification médiévale. Les vestiges de celle-ci sont aujourd'hui incorporés dans un bâtiment résidentiel appelé Castelletto. Au XIIe siècle, un nouveau village appelé Borgonuovo se développe le long de la Via Francigena, une artère qui longe la rive gauche de la Magra.
Ce village, décrit en 1126 comme entouré de murs et doté d'une église dédiée à saint Jean, dépendant de l'abbaye de San Caprasio d'Aulla, se développa sur les deux côtés de la route. Au fil du temps, Borgonuovo a accueilli la population qui vivait à l'origine autour du château médiéval, héritant de son toponyme : Terrarossa. Même au XVIe siècle, les deux localités de Borgonuovo et Terrarossa étaient distinctes dans la documentation écrite.
L'actuelle route nationale ne suit pas l'ancien tracé qui traversait entièrement le village, mais le coupe, isolant l'imposante résidence Malaspina, construite dans la seconde moitié du XVIe siècle à l'initiative du premier marquis de Terrarossa. Terrarossa est également soumise aux conditions politiques changeantes des fiefs de Malaspina, dont les frontières subissent des modifications continues, même sur de courtes périodes de temps. Aux XVe et XVIe siècles, Terrarossa faisait partie de plusieurs fiefs Malaspina dont Olivola, jusqu'en 1407, puis Villafranca, Bastia, Filattiera et Monti, subissant deux occupations génoises, en 1416 et 1463. L'établissement du fief indépendant remonte à 1581 de Terrarossa, attribué à Fabrizio Malaspina, ancien marquis de Pontebosio. La mort de son fils unique poussa Fabrizio Malaspina à vendre le fief au grand-duché de Toscane, qui le rendit, après quelques années, en 1628, à Bernabò Malaspina (it) de Filattiera. En 1787, le fief Malaspina revient de nouveau au grand-duché de Toscane.

## Description
L'imposant château (c'est l'une des plus grandes résidences Malaspina existantes) a été construit selon un plan quadrangulaire, le même probablement utilisé par le marquis lui-même pour la construction du château de Pontebosio. En effet, Fabrizio Malaspina, avant d'obtenir la possession de Terrarossa, posséda comme fief Pontebosio entre 1574 et 1581, dont le château présente un schéma planimétrique  similaire. Les proportions du château de Terrarossa paraissent, en comparaison de celui de Pontebosio, imposantes et Terrarossa est si grand que le marquis et ses successeurs ne purent l'achever, laissant plusieurs éléments architecturaux inachevés, dont certains remparts. Le château occupe une superficie d'environ 1 250 m2, pour un ensemble de 43 pièces.